# Проти стіни (серіал)
Проти стіни (англ. Against the Wall) — американський телевізійний серіал, прем'єра якого відбулася 31 липня 2011, остання серія була показана 23 жовтня 2011.

## Сюжет
Головна героїня, Еббі Ковальські, поліцейський детектив, яка нещодавно вступила до Відділу внутрішніх розслідувань поліції Чикаго. Вона п'ять років пропрацювала патрульним поліції Чикаго. У неї є мрія - стати детективом відділу вбивств і коли вона таки здає іспит на детектива, виявляється що місце є тільки у Відділі внутрішніх розслідувань. І вона погоджується, викликаючи розкол в своїй сім'ї, в якій живуть ще четверо поліцейських. Тепер їй треба знайти спосіб виконувати свою роботу в ВВР, зберігаючи відносини з батьком і братами.

## Серії
| Номер | Оригінальна назва        | Дата виходу     |
| 1     | Pilot                    | 31 липня 2011   |
| 2     | A Good Cop               | 7 серпня 2011   |
| 3     | We Have a Cop in Trouble | 14 серпня 2011  |
| 4     | The Fifth Body           | 21 серпня 2011  |
| 5     | Baby, Did a Bad Thing    | 28 серпня 2011  |
| 6     | Obsessed and Unwanted    | 4 вересня 2011  |
| 7     | Countdown to Meltdown    | 18 вересня 2011 |
| 8     | Memories We Fear         | 25 вересня 2011 |
| 9     | Lean on Me or Die        | 2 жовтня 2011   |
| 10    | Boys Are Back            | 9 жовтня 2011   |
| 11    | Wonder What God's Up To  | 16 жовтня 2011  |
| 12    | Second Chances           | 23 жовтня 2011  |
| 13    | We Protect Our Own       | 23 жовтня 2011  |
| ----- | ------------------------ | --------------- |